# Adelges coniferarum
Adelges coniferarum är en insektsart. Adelges coniferarum ingår i släktet Adelges och familjen barrlöss. Inga underarter finns listade i Catalogue of Life.